# Bozi Boziana
 (janvier 2023).
Si vous disposez d'ouvrages ou d'articles de référence ou si vous connaissez des sites web de qualité traitant du thème abordé ici, merci de compléter l'article en donnant les références utiles à sa vérifiabilité et en les liant à la section « Notes et références ».
 (juillet 2021).
Benoît Mbenzu Ngamboni Bokili, dit Bozi Boziana Grand Père, né le 28 septembre 1951 à Kinshasa, est un musicien congolais.
Il est parmi les principales vedettes de Zaïko Langa Langa au début des années 1970, mais sa carrière est marquée par une grande errance : Isifi Lokolé et Yoka Lokolé (aux côtés de son ami Papa Wemba), puis retour à Zaïko Langa Langa[pas clair], avant de compter parmi les fondateurs de Langa Langa Stars (avec Evoloko Jocker) en 1981, puis de Choc Stars (avec Ben Nyamabo) en 1983.
En 1985, il monte son propre groupe, Anti Choc, avec lequel il connaît un grand succès grâce à des chansons comme La reine de Sabah, Doucouré et Zakayi. Il gagne aussi un prix aux Kora Awards en 1999 en Afrique du Sud[réf. nécessaire].

## Discographie
- 1984 : Sandu-Kotti
- 1985 : Bezi / Explication Sissi
- 1986 : Mansanga
- 1986 : Kokoti
- 1986 : Mwana ya Congo / Dada chérie
- 1986 : Département S
- 1987 : Zakayi
- 1987 : Mon mari est gabonais
- 1987 : Coup de la vie
- 1987 : Pot-pourri, 18 ans de succès
- 1988 : Doukoure (Olipopo)
- 1989 : Ba bokilo balingui mbongo ya quantité
- 1989 : Sissi Ngwema
- 1989 : Santa
- 1990 : Hommage à Franco
- 1990 : Sans frontières
- 1990 : Santa, amour eloko malamu (avec Pepe Kallé)
- 1990 : Concert à la Mutualité de Paris
- 1991 : Réponse ya lipapa ya wara, dansez Nza Wissa
- 1991 : Boom !!
- 1994 : Ma raison d'être
- 1994 : Ba mère ya circuit
- 1995 : Les Yeux dans les yeux
- 1996 : Père Noël Confiance
- 1996 : Mbanzi ya Gamundele
- 1997 : Les Refoules de Schengen
- 1998 : Bana-Saint Gabriel
- 1999 : Position Eyebani
- 1999 : Film Ebaluki
- 2000 : Jeu Muké
- 2002 : Héros ya Congo
- 2005 : Ekeko
- 2006 : Epanza
- 2008 : L'heure de vérité
- 2013 : Fiko fikofio